# Loxosceles tenochtitlan
Loxosceles tenochtitlan — вид павуків родини Sicariidae. Описаний у 2019 році вченими Національного автономного університету Мексики (UNAM).

## Назва
Назва виду L. tenochtitlan присвячена стародавньому ацтецькому місту Теночтітлан, на місці якого побудоване сучасне Мехіко.

## Поширення
Ендемік Мексики. Поширений на Мексиканському нагір'ї у штаті Тласкала на півдні країни.

## Опис
Подібний на Loxosceles misteca, з яким його спершу спутали. Павуки завдовжки близько 1 см. Забарвлення тіла від жовтувато-сірого до темно-коричневого. Укуси небезпечні для людини і викликають локсосцелізм.

## Спосіб життя
Про спосіб життя мало відомо. Павуків для опису збирали зі стін будинків, дверей, ящиків, під стільцями, столами та ліжками.